# Alain Chenciner
Alain Chenciner (* 23. Oktober 1943 in Villeneuve-sur-Lot) ist ein französischer Mathematiker, der sich mit dynamischen Systemen mit Anwendungen in der Himmelsmechanik befasst.

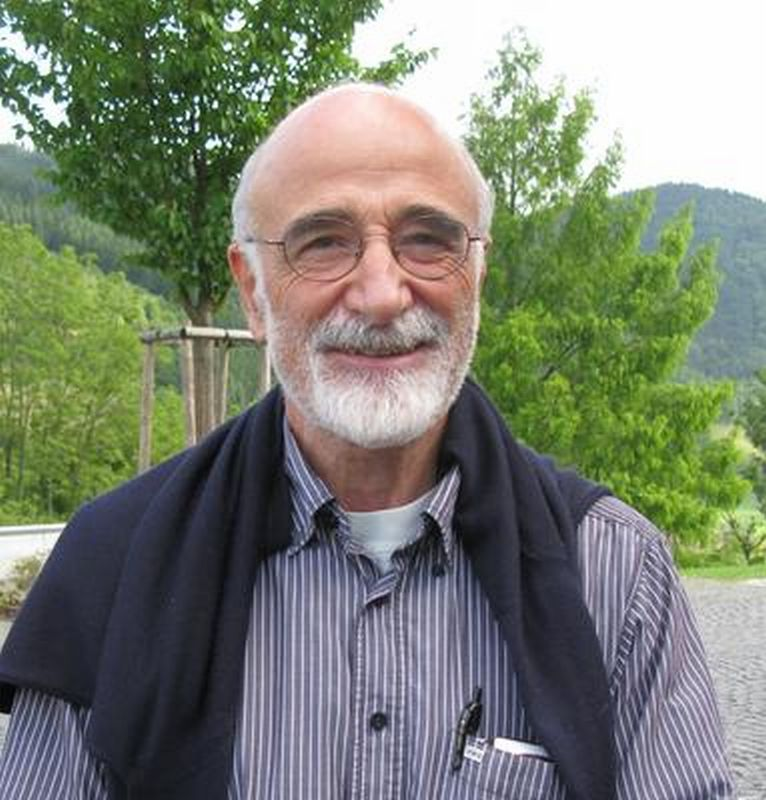
Alain Chenciner, Oberwolfach 2011

Chenciner studierte 1963 bis 1965 an der École polytechnique und forschte ab 1966 für das CNRS (Attachée de Recherche) an der École polytechnique (am von Laurent Schwartz gegründeten Centre de Mathématiques). 1971 wurde er an der Universität Paris-Süd in Orsay bei Jean Cerf promoviert und war danach dort Maitre de conferences (Dozent). Ab 1973 war er in gleicher Funktion an der Universität Paris VII (Denis Diderot), ab 1975 an der Universität Nizza und ab 1978 wieder an der Universität Paris VII, an der er 1981 Professor wurde. 2012 emeritierte er.
Chenciner befasste sich anfangs mit Differentialtopologie und deren Anwendung auf Dynamische Systeme in der Nachfolge von Stephen Smale und mit Singularitätentheorie. Später wandte er sich mathematischen Problemen der Himmelsmechanik zu (eingeschränktes Dreikörperproblem, N-Körper-Problem) und untersuchte Bifurkationen an elliptischen Fixpunkten dynamischer Systeme.
Mit Jacques Laskar gründete er 1992 die Forschungsgruppe Astronomie und Dynamische Systeme am Pariser Observatorium. Er ist Fellow der American Mathematical Society. 2002 war er Invited Speaker auf dem Internationalen Mathematikerkongress in Peking (Action minimizing solutions of the Newtonian n-body problem: from homology to symmetry).
Zu seinen Doktoranden gehört Daniel Bennequin.

## Schriften
- Herausgeber mit anderen: Celestial Mechanics, dedicated to Donald Saari for his 60. birthday, Contemporary Mathematics, American Mathematical Society 2002
- Courbes Algébriques Planes, Springer Verlag 2007
- Three Body Problem, Scholarpedia